# Torneo Nacional de Asociaciones femenino 2019
El Torneo Nacional de Asociaciones Femenino de 2019 fue la cuarta edición del torneo de rugby femenino que enfrentó a equipos representantes de las principales asociaciones regionales de Chile.

## Formato
El campeonato consistió en un circuito de tres torneos disputados en diferentes ciudades del país, posteriormente se confeccionó una tabla para determinar al campeón de la temporada.

## Calendario
| Torneo           | Fecha                     | Campeón    |
| ---------------- | ------------------------- | ---------- |
| Antofagasta 2019 | 6-7 de julio de 2019      | Valparaíso |
| Arica 2019       | 7-8 de septiembre de 2019 | Valparaíso |
| Santiago 2019    | 5-6 de octubre de 2019    | Valparaíso |

## Tabla de posiciones
|  | Campeón. |

| Pos | Equipo      | Puntos |
| --- | ----------- | ------ |
| 1   | Valparaíso  | 68     |
| 2   | Arica       | 57     |
| 3   | Santiago    | 47     |
| 4   | Antofagasta | 45     |
| 5   | Sur         | 32     |
| 6   | La Serena   | 25     |

| Bandera de Chile   |
| Campeón Valparaíso |
| Segundo título     |